# Списък на планетите от вселената на Фондацията
Това е списък на планетите, присъстващи в научнофантастичните цикли, създадени от Айзък Азимов, за Роботите, Империята и Фондацията.

## Аврора
Първата планета разположена извън Слънчевата система, която е колонизирана от човечеството около средата на 21-ве век. Обикаля около звездата Тау от съзвездието Кит на 3,7 парсека(12 светлинни години) от Земята. На по-късен етап от развитието си се превръща във водач на враждебно настроените към Земята космолитски светове.

## Алфа
Планета обикаляща около звездата Алфа Кентавър. По време на ранната Галактическа империя на нея са изселени последните обитатели на радиоактивната Земя. Хиляди години по-късно планетата е посетена от Голан Тривайз и придружителите му по време на търсенето им за Земята.

## Анакреон
Планета разположена във външния край на галатическата периферия. По време на апогея на империята има слава на една от най-богатите светове, достоен да се сравнява с Вега. Център на едноименна провинция и префектура. По време на залеза на империята на Анакреон избухва бунт, вследствие на който голяма част от периферията се отцепва от Трантор и образува малки и независими кралства. Анакреон става център на едно такова кралство.

## Арктур
Арктур е една от големите планети в галактиката. Известна е с университета си.

## Асконе
Планета разположена в галактическата периферия в близост до Глиптал IV. Около 135 г. от Е.Ф.(12 204 г. от Г.Е.) управляваната от Велик майстор и подпомагащия го съвет, Асконе отказва да търгува с технологии на Фондацията поради страх от политическото и религиозното влияние на последната. С хитрост търговецът Лиммар Пониетс успява да спаси заловения от асконските власти и застрашен от екзекуция агент на Фондацията Ескел Горов и да осигури бъдещо отваряне на планетата за търговия с технологии.
Пет поколения преди раждането на професора по древна археология в Сейшелския университет Сотайн Квинтесец, прародителите му напускат Асконе, за да избягат от нарастващото влияние на Фондацията.

## Асперта
Спомената като Аспера в романа Фондация и Империя от кмета Индбър III във връзка с протест от страна на Фондацията срещу някои търговски обичаи .

## Барон
Посочена в романа Камъче в небето като родна планета на Бел Арвардан.

## Бонд
Спомената в романа Фондация и Империя от кмета Индбър III във връзка с изпращане на делегация за честване на събитие .

## Вега
Столица на едноимененната провинция на Галактическата империя. В своя апогей провинцията и планетата са едни от най-богатите в цялата галактика. До Анакреонския бунт Вега развива печеливша търговия със седалището на Фондацията Терминус. Една от стоките, с които е известна планетата е висококачествения ѝ тютюн.

## Венкори
Родният свят на главния библиотекар на Галактическата библиотека Ланс Зенов, където последния се завръща след оттеглянето си.

## Винстори
Спомената в романа Втората Фондация. Намира се на традицония търговки път между Калгън и Звездокрай.

## Ворег
Планета в префектура Анакреон.

## Гея
Гея играе основна роля в сюжета на романите Острието на Фондацията и Фондация и Земя. Разположена е в сектор Сейшел, на около 10 парсека(32 светлинни години) от планетата Сейшел. Всички живи и дори неживи неща в планетата са обединени в планетарен жив организъм наричан Гея.

## Гама Андромеда
Гама Андромеда е звездна система чиято населена планета малко преди 12 119 г. от Г.Е.(50 г. от Е.Ф.) претърпява тежка ядрена катастрофа, която води до смъртта на милиони хора и до почти пълното и разрушаване. Инцидентът е предизвикан от некачествен ремонт и поставянето на дефектни части при предишна повреда на местна ядрена енергоцентрала. След това събитие имперското правителство дори обмисля ограничаване използването на атомна енергия.

## Геторин
Планета спомената в Битката за Фондацията като подходящо и близко до Трантор място, където математикът Юго Амарил може да си почине от работата по Психоисторическия проект.

## Глиптал IV
Планета в галактическата периферия, която Фондацията опитва да постави под религиозното си влияние по времето, когато Лиммар Пониетс е изпратен да спаси Ескел Горов от планетата Асконе.

## Дженисек
Посочена от Хари Селдън в Прелюдия на Фондацията като традиционен враг на родната му планета Хеликон.

## Дирауд
В Прелюдия на Фондацията планетата е спомената от Дорс Винабили.

## Дарибоу
Имперска префектура в провинция Анакреон, която се обявява за кралство след големия бунт в периферията. Едно от Четирите кралства заобикалящи Фондацията.

## Евтерпа
Един от космолитските светове и популярна туристическа дестинация заради забележителните ѝ тропически гори.

## Звездокрай
Олигахия доминираща 27 свята, но стояща настрани от междузвездната политика. Атакувана и унищожена от Мулето в търсенето му на Втората Фондация.

## Зоранел
Планета място на заточение на 50 членове на Втората Фондация.

## Ифни
Планета, в близост до която се състои сражение по време на войната между Фондацията и Калгън. От всички кораби на Фондацията участвали в битката единствено „Еблинг Мис“ успява да избегне унищожение.

## Калгън
По време на Галактическата империя Калгън е предпочитана курортна планета от полу-тропичен характер отдалечена на 3000 парсека от Трантор и 7000 парсека от Терминус. Тази си слава тя запазва и след разпадането на империята, когато я управлява поредица от принцове.
Калгън е един от първите светове превзети от Мулето, който го превръща в столица на своя Съюз на световете, след като покорява и Фондацията. След смъртта на Мулето планетата се управлява от поредица „Първи граждани“, последният от който започва война с Фондацията, която завършва с пълно поражение и разпадане на остатъците от Съюза на световете.

## Коном
Имперска префектура в провинция Анакреон, която се обявява за кралство след големия бунт в периферията. Едно от Четирите кралства заобикалящи Фондацията.

## Корел
Столицата на Република Корелия, която води военен конфликт по време на ранната история на Фондацията.

## Лайънис
Спомената в романа Фондация и Империя от кмета Индбър III като планета, с която Фондацията води търговски преговори . Лайънис е една от многото планети завзети от Мулето.

## Либер
Спомената в романа Космически Течения като родна планета на д-р Селим Джунц. Характеризира се с някои от най-тъмнокожите обитатели в галактиката. Вероятно името произлиза от африканската държава Либерия.

## Ливия
Спомената във Фондация и Земя като родна планета на опиталия се да открие Земята д-р Хумбол Яриф.

## Листена
Споменат като периферен свят в Битката за Фондацията.

## Локрис
Разположена на 20 парсека(65 светлинни години) от Терминус и на 800 парсека(2600 светлинни години) от Сантани. Планетата е известна с износа на висококачествено вино. За кратко е завзета от имперските сили на генерал Бел Райъс по време на кампанията му срещу Фондацията. Капитан Хан Притчър е родом от Локрис. Планетата носи името на областта Локрида в Древна Гърция.

## Мандрес
Спомената в Острито на Фондацията. На нея кметът на Терминус Харла Брано служи като посланик на Фондацията в ранните години на кариерата си.

## Мелпомения
Деветнадесетия по ред заселен космолитски свят и една от отправните точки на Голан Тривайз и Янов Пелорат в търсенето им на Земята.

## Мнемон
Спомената във Фондация и империя. Планетата е член на Асоциацията на независимите търговски светове.

## Морес
Спомената в романа Фондация и Империя от кмета Индбър III като планета, с която Фондацията е завършила търговски преговори 

## Неотрантор
Носеща първоначално името Деликъс, на нея се установява последната императорска династия след превземането и разграбването на Трантор от бунтовника Гилмер.

## Нексон
Космолитска планета. От нея произхождат първите заселници на намиращата се на 2 парсека планета Солария. Двете планети за дълъг период от време са най-близката двойка населени планети в галактиката.

## Нишая
Част от доимперското Транторианско кралство. Планетата е спомената в Битката за Фондацията като известна с отглеждането на кози и сирената си. Ласкин Джоуранъм лъжливо твърди, че е родом от Нишая по време на кампанията му за сваляне на първия имперски министър Ето Демерцел.

## Орша II
Планета в Норманния сектор на Галактическата империя. След първия бунт на столицата на сектора Сиуена, Орша е определена за новата му столица.

## Офиоки
Споменати като варварски светове в Камъче в небето, които се използват от много исторически учебници като доказателство за Терията на смесването засягаща произхода на човечеството.

## Радол
Свят обитаван от търговците по време на събитията от романа Фондация и Империя. Предствлява т.нар. „лентова“ планета т.е. свят, разделен на две половини от еднообразни по своята крайност горещина и студ с област за обитаване представляваща само тясната ивица на полуздрача.

## Рампора
Планета известна със стридите си.

## Рея
Една от петдесетте космолитски планети.

## Ригел
В Камъче в небето археологът Бел Авардран издава монография за 0битателите на планетата, които създават култура осланяща се на роботиката. Това в крайна сметка позволява на вожда Морай да узорпира властта и довежда до падение тази култура.

## Росем
Споменат в романа Втората Фондация като страничен свят, който по време на късната Галактическа империя служи като дом на няколко политически затворници, една обсерватория и малък военен гарнизон. След разпадането на Империята Росем е завзет от Звездокрай. Посетен от Мулето в търсенето му на Втората Фондация. Именно тук мутантът е победен от първия говорител на Втората Фондация.

## Сантани
Планета разположена на разстояние 9000 парсека(29000 светлинни години) от Трантор и 800 парсека(2600 светлинни години) от Локрис, известна с древността си и университета си.
През 12 058 г. от Г.Е. населението на планетата се разбунтува срещу Империята. По време на бунта университетът на планетата е подложен на атаки, при които загива бранещият го син на Хари Селдън Рейч Следън. Съпругата и едно от децата му са евакуирани с кораб, който впоследствие, на път за Анакреон, изчезва безследно.
След потушаването на въстанието на планетата се установява спокойствие. След основаването на Фондацията Сантани търгува с нея, докато откъсването на префектурата Анакреон от Империята не блокира търговските пътища.
Сантани е превзета от Мулето, но след смъртта му се притича на помощ на Фондацията, благодарение на което обсадата наложена над последната от наследника на Мулето Хан Притчър е вдигната.

## Сарип
Планета разположена в близост до Анакреон.

## Сарк
В романа Космически течения тази планета е наложила властта си над Флорина и е установила монопол над ценната търговия с киртен текстил.

## Сейшел
В романа Oстрието на Фондацията Сейшел е столица на съюз обединяващ 86 различни свята.

## Сина
В Прелюдия на Фондацията Дорс Винабили споменава Сина като нейна родна планета.

## Синакс
Родната планета на Гаал Дорник. Тя обикаля около звезда разположена в т.нар. Синя Мъглявина.

## Сириус
Сириус е столица на едноименния имперски сектор. Тя е една от планетите често изтъквана по времето на късната Инперия като вероятно място на произход на човечеството.

## Сиуена
Първоначалната столица на имперския Норманнен сектор, славеща се като една от богатите планети в Империята. След първия сиуенски бунт обаче тя губи тези свои позиции. По времето на император Клеон II генерал Бел Райъс е назначен за военен управител на Сиуена. Генералът води успешна военна кампания срещу Фондацията, но поради дворянски интриги несправедливо е отзован и екзекутиран. След отзоваването на Райъс Сиуена отново въстава и се превръща в първата имперска планета, която преминава на страната на Фондацията.

## Смитеус
Една от петдесетте космолитски планети.

## Смушик
Планета в галактическата периферия, спомената във Втората Фондация.

## Смирно
Имперска префектура в провинция Анакреон, която се обявява за кралство след големия бунт в периферията. Едно от Четирите кралства заобикалящи Фондацията.

## Солария
Последната по ред колонизирана космолитска планета. За първи път е заселена от граждани на близката планета Нексон.

## Терел
Една от планетите членки на Асоциацията на независимите търговски светове. Постига малка победа във войната срещу Мулето.

## Терминус
Незначителна и бедна на ресурси планета разположена на края на галактическата периферия. Избрана от Хари Селдън за столица на Фондацията. В по-късното си развитие достига до положението на една от най-влиятелните планети в галактиката.

## Трантор
Столица на Галактическата империя и център на галактическата човешка цивилизация в продължение на повече от 12 000 години.

## Уанда
На планетата е разположена временната щаб-квартира на имперския флот командван от генерал Бел Райъс по време на кампанията му срещу Фондацията.

## Флорина
Планета сцена на действие в романа Космически течения. Флорина е подчинена на съседната планета Сарк и е известна със срещащото се само на нея растение кирт, от което се произвежда много ценен текстил.

## Фомалхаут
Планета спомената в романа Камъче в небето. Нейното население развива необикновен диалект на стандартния галактически език.

## Харлегор
На нея Мулето достига първата си военна победа над Фондацията като завзема планетата.

## Хейвън
Спомената в романа Фондация и Империя, тази планета е член на Асоциацията на независимите търговски светове, която е формално независима от Фондацията. Съпругът на Байта Даръл Торан Даръл е роден на тази планета.

## Хеликон
Родната планета на Хари Селдън. Разположена в сектор Арктур Хеликон е слабо населена и бедна на ресурси, но често експлоатирана от по-мощните си съседи. Сред населението на планетата са популярни бойните изкуства.

## Хесперос
Една от космолитските планети. На нея по време на събитията описани в романа Роботите и империята д-р Василия Алиена решава да удължи престоя си, за да дочака смъртта на баща си д-р Хан Фастълф на Аврора.